# Erik Abrahamsen
Erik Schack Olufsen Abrahamsen (født 9. april 1893 i Brande, død 17. februar 1949 på Bispebjerg Hospital) var en dansk musikhistoriker.
Efter studentereksamen fra Schneekloths Skole i 1910 Abrahamsen gik han på Det Kongelige Danske Musikkonservatorium i København, tog magisterkonferens ved universitetet i København, og doktorgrad i Fribourg (Schweiz). Han var organist og assistent ved Det Kongelige Bibliotek (musikafdelingen), indtil han i 1924, blev lektor i musikvidenskab på universitetet, og i 1926, danmarks første professor i faget.
Abrahamsen udgav blandt andre Liturgisk musik i den danske kirke efter reformationen (1919), hans ph.d. - afhandling om de romerske og tyske elementer i den gregorianske sang og danske folkesang, Éléments romans et allemands dans le chant grégorien et la chanson populaire en Danemark, (1923), og Tonekunsten (1927). Han har også oversat Romain Rollands musiklitterære arbejde og skrev en lang række musikhistoriske artikler i Svensk uppslagsbok.
Han er begravet på Mariebjerg Kirkegård i Gentofte.